# Mago acutidens
Mago acutidens är en spindelart som beskrevs av Simon 1900. Mago acutidens ingår i släktet Mago och familjen hoppspindlar. Inga underarter finns listade i Catalogue of Life.